# Burg Nowy Sącz
Die Königsburg Nowy Sącz (deutsch Burg Neu Sandez) liegt in einer Parkanlage der gleichnamigen Stadt Nowy Sącz in der polnischen Woiwodschaft Kleinpolen oberhalb der Flussgabelung des Dunajec und der Kamienica. Sie zählt zu den Dunajec-Burgen, die die mittelalterliche Handelsstraße von Polen nach Ungarn entlang des Dunajec und Poprads bewachten.

## Geschichte
Die Burg von Nowy Sącz entstand zu Beginn des 14. Jahrhunderts und wurde in der Regierungszeit des Königs Kasimir des Großen 1350–1360 ausgebaut. Nach einem Brand im Jahr 1611 ließ die Magnatenfamilie Lubomirski, die örtlichen Staroste, die Burg im Renaissancestil umbauen. Die Bauten bargen insgesamt 40 Säle und waren mit Attiken verziert.
Ab 1772 gehörten Burg und Stadt zu dem österreichischen Kronland Galizien. Brände im 18. Jahrhundert und ein Hochwasser im Jahre 1813 führten dazu, dass die Burg zur Ruine wurde. 1838 wurde die Burg durch die österreichischen Machthaber zu einer Kaserne, einem Militärmagazin und in ein Gefängnis umgewidmet. 1905 wurde die Burg unter dem Bürgermeister Wladislaw Barbacki neu aufgebaut und 1938 wurde hier das Stadtmuseum für den Bezirk Nowy Sącz eingerichtet.
Während des Zweiten Weltkrieges wurden hier von den deutschen Besatzern eine Kaserne eingerichtet und Munition gelagert. Die Burg wurde damals auch zum Schauplatz von Massenhinrichtungen. Am 18. Januar 1945 sprengten polnische Partisanen auf Befehl von Ivan Zolotar, Befehlshaber der sowjetischen Partisanen, die in den Neusandezer Wäldern stationiert waren, die Burg zusammen mit der Munition in die Luft.

## Galerie

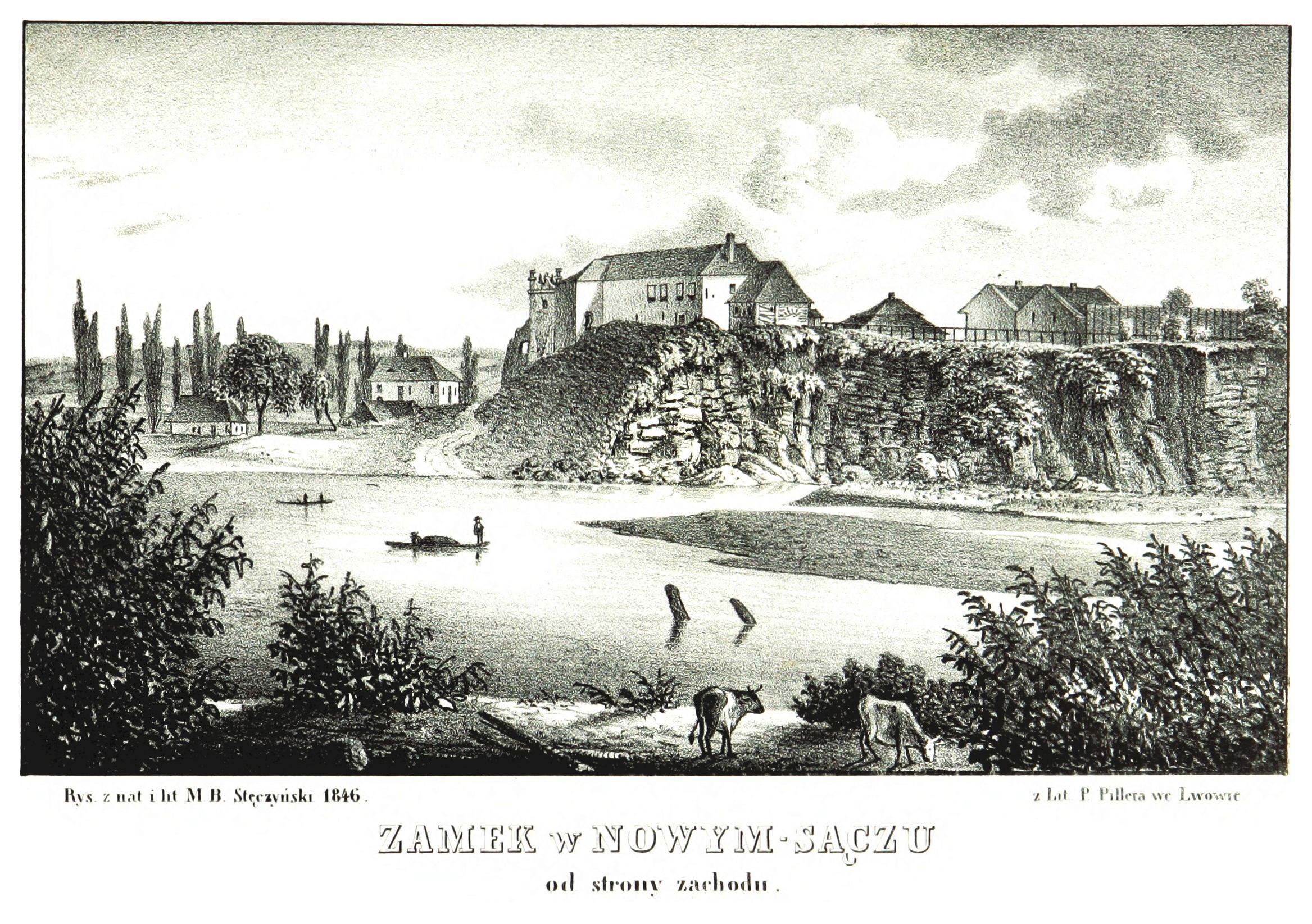
Burg Nowy Sącz im 19. Jahrhundert
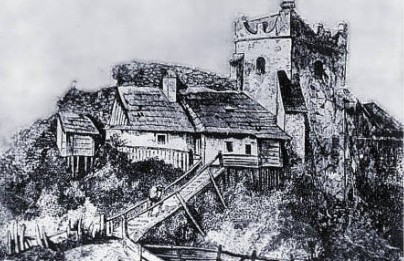
Burg Nowy Sącz im Jahr 1899
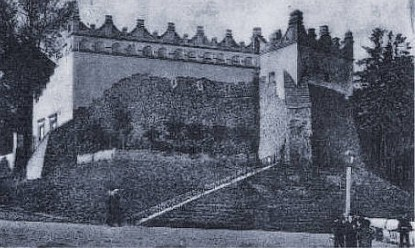
Burg Nowy Sącz vor dem Zweiten Weltkrieg
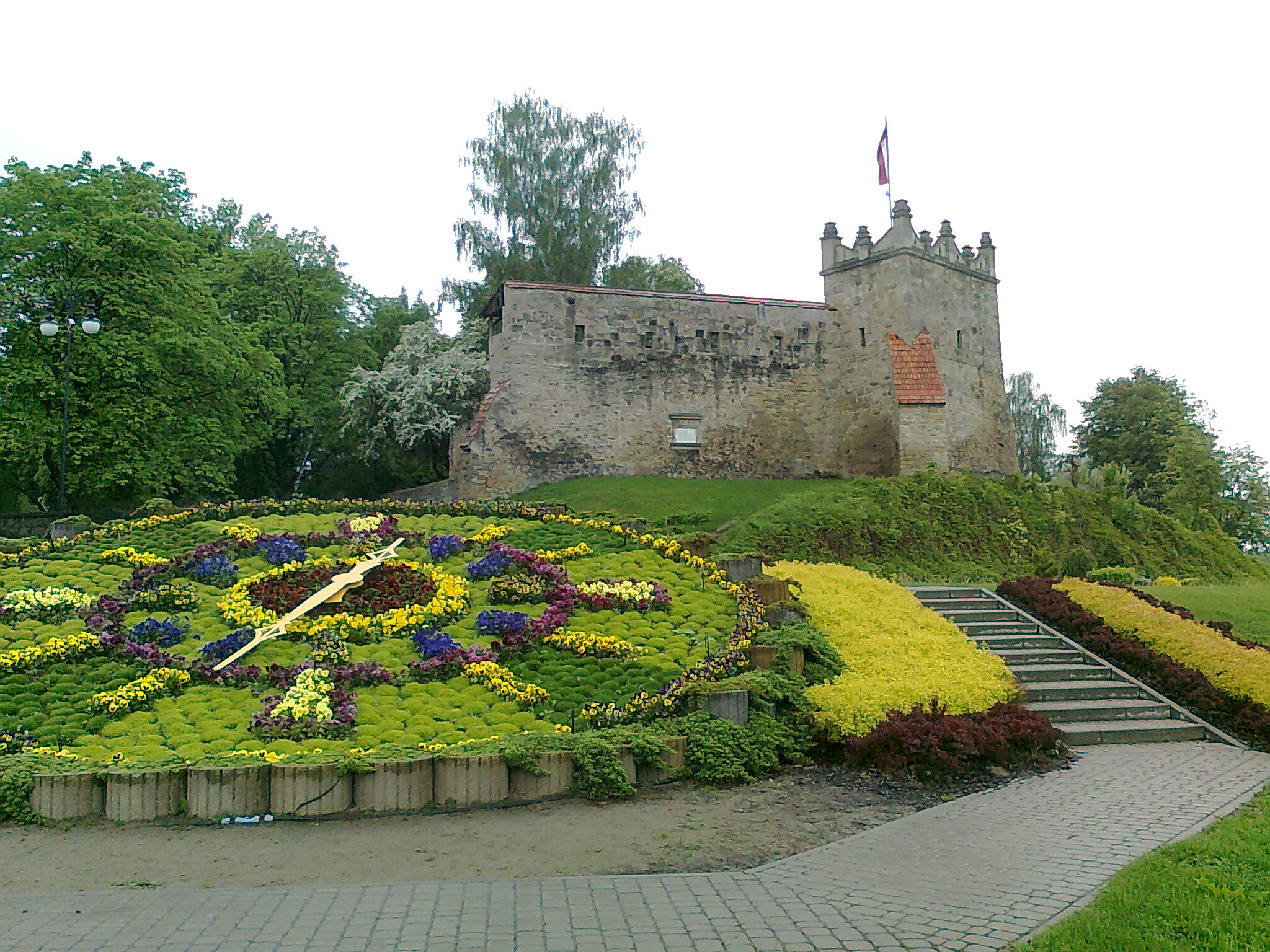
Burg Nowy Sącz 2012
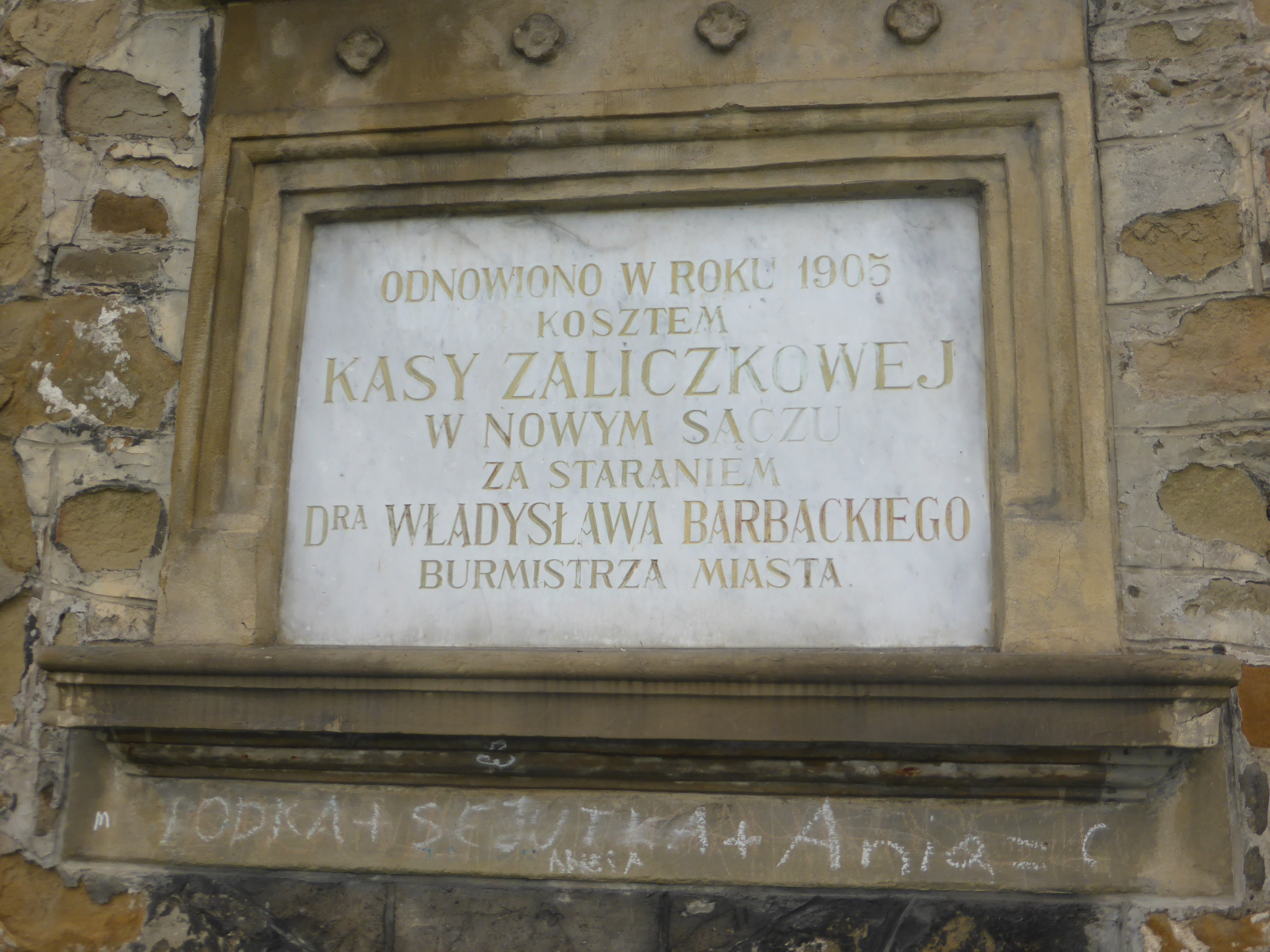
Burg Nowy Sącz – Schmiedebastei (Baszta Kowalska)

## Burg Nowy Sącz heute
Von der zur Ruine gewordenen Burg sind nur mehr wenige Mauernzüge erhalten. Nach dem Krieg sind ein Teil der Mauer und die Schmiedebastei (Baszta Kowalska) mit einer Renaissanceattika wiederaufgebaut worden.